# Stygobromus onondagaensis
Stygobromus onondagaensis är en kräftdjursart som först beskrevs av Leslie Raymond Hubricht och J.G. Mackin 1940.  Stygobromus onondagaensis ingår i släktet Stygobromus och familjen Crangonyctidae. IUCN kategoriserar arten globalt som sårbar. Inga underarter finns listade i Catalogue of Life.